# カプセルコーポレーション
カプセルコーポレーション（Capsule Corporation）は、漫画『ドラゴンボール』、またはその派生作品に登場する架空の企業。本項では、同社の主力商品であるホイポイカプセル（Hoipoi Capsule）も併せて記述する。

## 概要
ブルマの父・ブリーフ博士を社長とする西の都に本社を持つ世界有数の大企業。その社名が示すように、あらゆるものを小さなカプセルに収納できるホイポイカプセル（後述）が主な商品。またホイポイカプセル以外にも反重力装置やジェットの力で浮遊するエアカーなど乗り物の浮遊技術に対する特許を持っており、それらが莫大な利益をもたらしている。ブリーフ博士はホイポイカプセルという革命的商品の発明を機に、カプセルコーポレーションを設立した。
自社製品の中でも人気が高いのが、エアカーやエアバイク、飛行機、潜水艇などの乗り物であり、それらの開発・製造・販売も手がけている。地球における乗り物生産台数のシェアは、エイジ750の時点で、カプセルコーポレーションが40%で1位、軍事用の乗り物を生産するレッドリボン軍が16%で2位を占めていたが、エイジ778には、カプセルコーポレーションが全世界の半分近い48%ものシェアを占めるようになった。また、電化製品や衣料ブランドの分野でも多くのファンを有している。
アニメ『ドラゴンボールGT』では、会長職をブルマが引き継ぎ、ブルマの息子・トランクスが社長に就任している。ただしトランクスは社長という立場を窮屈に感じているようで、業務を秘書や部下に任せてどこかへ行ってしまうことも多い。ベジータ曰く「ブルマ一人でもどうにかなる」らしく、トランクスが究極のドラゴンボール探しに行っている間は実質ブルマが経営していた。

## 施設
作中もっとも登場するのはブリーフ博士の自宅兼研究所である。ドーム型の建物で、西の都でも一二を争うほどの巨大建造物。1階にはメインロビーやブリーフ博士の研究室、応接室などがあり、建物の中心部分に広大な室内庭園がある。ここでは犬や猫、恐竜など様々な種類の動物が放し飼いされている。ブルマの自室は5階にあり、乗り物の修理や開発ができるようになっている。ベジータが住むようになってからは、修行用として建物の最上階に重力コントロール室が備えつけられた。ウーロンやヤムチャ、プーアルを住まわせたり、ナメック星人たちやベジータを居候させるほどのスペースがあり、ナメック星へ行くための宇宙船を作る設備もある。
『ドラゴンボール超』の漫画版では敷地内に衣装用の29号館やCCレストランが存在しているが、未来からやってきたトランクスの時代では破壊されている。

### カプセルコーポレーション本社
所在地は西の都の別の場所。社屋は『ドラゴンボールGT』にて登場した。円筒形の建造物の上に、それより二回りほど小さな、ドームの上部に細長い円筒形のパーツが付いたビルが建っているという構造になっていて、最上階に社長室がある。玄関前の庭にはエアカー用の離着陸場があり、社長の往来時には社員が玄関に整列して出迎える。作中では社員の勤務風景も描写されており、若い女子社員も多い。

## ホイポイカプセル
物を粒子状に変換し、数センチ程度のカプセル内に収容できる道具。中の質量に関係なく軽いカプセル状態で持ち運べるため、その利便性から砂漠地帯から寒冷地まで世界的に普及しており、ブルマと行動を共にする孫悟空らは元より、地球上での敵対勢力であるピラフ一味やレッドリボン軍にも使用されるほか、民間でも普及している。
カプセル自体がブリーフ博士の発明によるもので、カプセル表面ならびに収納済みカプセルの中から出てきた自社製品には、会社のロゴマークである、丸の中にアルファベットのCを二重に重ねたようなマークが記されている。先述したようにカプセル自体の技術は特許を取得しているために、ほぼ全てカプセルコーポレーション製でとなる。カプセルシステムの技術力は『ドラゴンボール超 スーパーヒーロー』の時代でも、レッドリボン軍の新総帥マゼンタが「宇宙人からの技術供与がなければ作れないはず」とドクター・ヘドへの説得材料に用いる程、革新性の高い物である事が判明している。
カプセルにはボタンが一つ付いており、これを押してカプセルを投げると、数秒後に収容されていた物体が実体化する。実体化の際には収納された物体の大きさに応じたスペースを確保しなければならないため、ブルマがカプセルからバイクを出す際、悟空に下がるように言い聞かせる描写がある。
実体化した物体に備えられたスイッチを押すことで、またカプセルに戻して持ち運ぶことができる。作中では専用ケースにカプセルを複数まとめていることが多かった。一度格納すると実体化させるまで何が入っているのか分からないため、カプセルには識別用に番号を付けていることもある。カプセルの種類にも複数あり、「Mサイズ」のものには2階建の巨大なハウスワゴンが入っていた。家や乗り物などをカプセルに戻す際、中に人間などが残っていたらどうなるかは不明だが、実体化直後の家の中に植木が置かれている描写があるので、植物はカプセルに格納できる模様。
中に入っている物体によって価格が違い、スタンダードな4人乗りエアカーなら、エアカー128万ゼニー+カプセル代金20万ゼニーの、合計148万ゼニーとなる。
カプセルコーポレーションの代理店に持ち込めば、大抵のものは20万ゼニーでカプセルにしてもらうことが可能。ただし、家などといったシステムを組み込むのに手間のかかるものは、値段が通常より割高になる。ブルマによると、家のカプセルだけで50万ゼニーするという。
このアイテムをモチーフにしたアビリティ「バトルカプセルモード」が『ドラゴンボールヒーローズ』に登場している。JM1弾から解禁となった。

### 収納されている物
カプセルに格納されているものは、飛行機（ヘリコプター、戦闘機など）・車両（自動車、戦車、エアカー、オートバイなど）・船舶（ボート・潜水艦など）・宇宙船・タイムマシンなどの乗り物や、カプセルハウスと呼ばれる半球状の家（各種電化製品付き）、ロボット、刀や銃などの武器、冷蔵庫やコールドスリープカプセルのような電化製品、大量のHな本など様々である。その他に純粋に入れ物として使う空のカプセルも存在するようで、水を持ち帰ろうとするナムに亀仙人が「中身の何も入っていないカプセル」を手渡している。

### 着想
作者の鳥山が冒険漫画を描くに当たって、荷物などを描くのは面倒だが、かといって何も無いところからいきなり道具が出てくるのは不自然すぎると思ったことから考え出された。鳥山自身も気に入っており、『ドラゴンボール』に登場する道具で一番欲しいのはホイポイカプセルだと語っている。
『ドラゴンボール』開始前に鳥山が描いた読切作品『トンプー大冒険』では、ホイポイカプセルの先駆けとなる「いろいろカプセル」が登場する。これはカプセルをレトルト食品のようにお湯に入れることで実体化する。

## 関連人物
ブルマの家系は全員、下着に関する名前となっている。ブルマやトランクス、タイツも参照。ブリーフとブルマの母は『ドラゴンボール』の前日談に当たる『銀河パトロール ジャコ』の最終回にも登場している。
ブリーフ博士
声 - 八奈見乗児（無印、Z、改第21話 - 第98話、劇場版第7作・第11作・第18作）、田中亮一（改第123話 - 第127話、劇場版第19作、超）
カプセルコーポレーションの社長で、ブルマの父。西の都大学理工学部卒、同大学院理工学研究科博士課程修了。専攻は物理化学。ナメック星へ向かうための宇宙船や人工重力装置など多数のアイテムの用立てや人造人間16号の修理などを行い、陰ながら悟空たちを支える。
大の動物好きでもあり、背中には飼っている黒猫・タマがくっついていることが多い。自宅の1階を庭にし、捨てられていた犬・猫・恐竜などを拾ってきて多数飼っている。バビディと魔神ブウによる人類粛清と破壊が行われ、娘たちが神の神殿へ避難した際にも「動物たちをおいていくのはイヤ」「死んじゃってもあとでドラゴンボールで生き返らせてくれれば良い」と答えていた。
世界最高クラスの科学者にして、西の都で知らない人はいないほどの世界一の資産家だが、自身の実力・権威・財力を鼻にかけるようなことはなく、穏やかな性格。他の分野の科学者からの評判も良い。ナメック星人の宇宙船を見た時にはその技術力に「わしより天才がいるもんじゃなぁ」感心しており、後日サイヤ人の宇宙船を大型化した際にもその科学力に驚いていたが、いずれも短期間に修理・改造を行っており、外宇宙の科学力に比する知識と技術を発揮した。
学者としての矜持も持ち合わせており、天才的な頭脳を持ちながらそれを悪用していたドクター・ゲロに対し「惜しいなぁ、この才能をもっといいほうに…」と苦言を呈している。一方でスケベな一面もあり、ホイポイカプセルに大量のHな本を隠していた。
『超』ではタイムマシンの燃料の生産効率アップに成功している。『超』の漫画版では、トランクスのいた未来でブリーフの飼っていた黒い子猫が成長しており、悟空たちがゴクウブラックたちから逃げる際に一緒にタイムマシンに乗り、現代にやってきた。
名前の由来は下着のブリーフ。
ブルマの母
声 - 向井真理子（無印、Z第46話 - 第118話）、川浪葉子（Z第124話 - 第246話、改、劇場版第18作）、江森浩子（Z第137話 - 第167話、劇場版第11作、超）
ブルマの母で、ブリーフの夫人。娘と正反対の穏やかな性格で、天然ボケ。世界の危機に際しても常にマイペースを崩さない。また、相手が誰であろうと「ちゃん」を付けて呼ぶ。一方でいい男に目がないところは娘と似ており、成長して逞しくなった悟空を見てデートを申し込んだり、アニメではベジータを「トレンディ」と評して（「広い額が個性的」と語ったこともある）それぞれを唖然とさせることもあった。アニメでは悟飯が彼女のことを苦手と発言している。
風貌も穏やかで、常に目が笑っている。容姿が非常に若々しく、初登場から魔人ブウ編や『超』に至るまで全く老けていない。ブリーフとともに劇場版18作『ドラゴンボールZ 神と神』の時点での年齢は少なくとも70歳以上だが、それを感じさせない見た目をしている。
原作では個人名は設定されていない。鳥山は「もし名前を付けるなら『パンチー』にしただろう」と語っており、スピンオフ作品『ドラゴンボールSD』ではこの名前が採用されている。一方でゲーム『ドラゴンボールZ カカロット』では「ビキニ」という名前が与えられている。
ブラ
声 - 鶴ひろみ（Z、GT、改、超）、久川綾（ゲーム『スーパードラゴンボールヒーローズ』『カカロット』）
ブルマとベジータの娘でトランクスの妹。容姿はブルマ似で、おしゃまな性格。原作では最終回近くに登場。エイジ778生まれでパンより1歳年下。
『GT』では9歳でパンより背が高く、耳にイヤリングをしており、露出度の高い服装で登場。大人の男にナンパされている場面もある。髭を生やしたベジータに直々「全然似合ってない」と発言するなど、物事をはっきりと伝える性格。ベジータは息子のトランクスには厳しいが、娘のブラには頭が上がらない模様である。
『超』では第77話でブルマの胎内に宿っていることが明かされ、第83話で誕生。名はブルマが付けた。出産の際は、ウイスの杖から放たれる特殊な光によって手術の手間が省かれた。漫画版「スーパーヒーロー編」では2歳頃の姿で登場。Dr.ヘドが作ったコンピューターウイルスに感染したパソコンを瞬く間に復旧させるなど、父の才能を受け継いだ兄とは対照的に母の才能を受け継いでいる様子が描かれている。
兄のトランクス同様、サイヤ人と地球人のハーフだが、具体的な強さに関しては不明。しかし、鳥山いわく「強いと思いますよ」とのこと。また、正式な戦闘シーンはないものの、ベビーに「サイヤ人のはしくれ」と目を付けられたり、ベビーに洗脳された時には舞空術を使い、ベジータに寄生したベビーに自分のサイヤパワーを与えるなど、サイヤ人としての片鱗を見せる場面がいくつか存在する。
悟空が心臓病で死去した次元においては、父のベジータがトランクス誕生後間もなく戦死したため、誕生していない。
名前の由来は「ブラジャー」から。